# 河口五层龙
河口五层龙（学名：Salacia obovatilimba）为卫矛科五层龙属的植物，为中国的特有植物。分布在中国大陆的云南等地，生长于海拔90米至130米的地区，常生于阴处林中，目前尚未由人工引种栽培。